# Villablanca
Villablanca es un municipio español de la provincia de Huelva, Andalucía. El municipio cuenta con una población de 2979 habitantes (INE 2024). Su extensión superficial es de 98 km² y tiene una densidad de 29,06 hab/km². Sus coordenadas geográficas son 37° 18′ N, 7° 20′ O. Se encuentra situada a una altitud de 100 metros y a 61 kilómetros de la capital de provincia, Huelva.

## Historia

### Asentamientos previos
El poblamiento temprano del lugar viene acreditado por la presencia del Dolmen de la Tenencia, de 5.000 años de antigüedad, y el conjunto megalítico de majanos, menhires y dólmenes hallado en las fincas de la Torre y la Janera, entre Villablanca y Ayamonte, una de las más importantes concentraciones dolménicas de Europa.

### Fundación
De la época andalusí son escasas las noticias de la población, por no decir nulas. La fundación de la villa como tal consta en los archivos del marquesado de Ayamonte, al cual pertenecía sobre el 1531, a fin de poblar zonas del mismo que se hallaban sin lugareños, creando así un desaprovechamiento de los recursos naturales, cuyo beneficio repercutía directamente en los marqueses. 
El 16 de septiembre de 1531 se firma la Carta Puebla, confirmada en 1537, por la cual se funda la villa de Santa María de la Blanca, por orden de don Francisco de Zúñiga , Guzmán y Soto Mayor y doña Teresa de Zúñiga y Guzmán, marqueses de Ayamonte. como siempre los colonos son atraídos con ventajas fiscales y promesas, teniendo que permanecer vasallos de Los Marqueses. Estos por su parte otorgan la jurisdicción de la nueva villa de Santa María la Blanca, en dos alcaldes ordinarios, dos regidores y otros oficiales subalternos, todos ellos nombrados por los Marqueses. Todos los aspectos de la vida cotidiana se regirán conforme a las Ordenanzas Municipales dictadas en Lepe en 1518.
A mediados del siglo XVII, los portugueses, debido a su guerra mantenida con España, a fin de conseguir su independencia, realizan constantes saqueos en las poblaciones limítrofes, como es el caso de Villablanca, villa sin murallas y completamente desprotegida, se convierte en presa fácil, llevando a un despoblamiento de la villa.

## Medio físico

### Ubicación

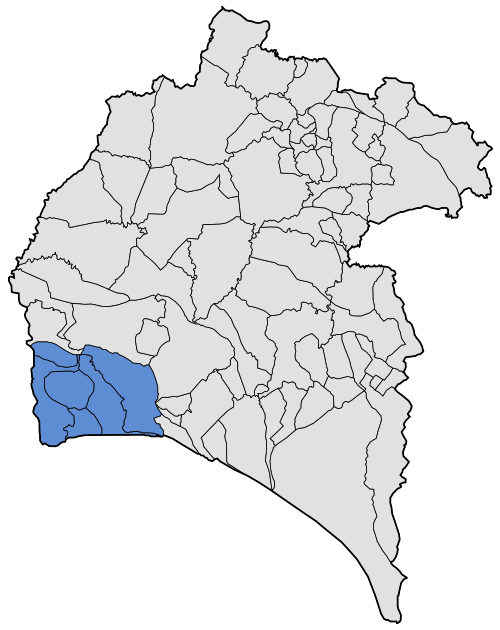
Comarca de la Costa Occidental de Huelva.

El término municipal de Villablanca se encuentra en el suroeste de la provincia de Huelva, en el centro de la comarca de la Costa Occidental. Limita al norte y oeste con Ayamonte, al este con Lepe y al sur con Isla Cristina, todas ellas en la misma comarca.
| Noroeste: Ayamonte | Norte: Ayamonte    | Noreste: Lepe |
| Oeste: Ayamonte    |                    | Este: Lepe    |
| Suroeste Ayamonte  | Sur: Isla Cristina | Sureste: Lepe |

### Geografía
Situada en un planicie, por su orografía y situación es punto de encuentro y cruce entre la Costa Occidental de Huelva y El Andévalo.

## Medio urbano

### Núcleo principal
Es característico el trazado urbano de la villa, único en la provincia de Huelva. Está dispuesta en damero y consta de un núcleo central, situado en la Plaza del Concejo (núcleo administrativo) y de seis calles que orientadas de norte a sur, forman la villa. Estas calles "principales" son atravesadas por callejas que las unen y facilitan el tránsito. Esta forma de distribución se debe a que, a diferencia de otros pueblos de la zona, el trazado y crecimiento urbano de Villablanca fue planificado. Coincide el trazado urbano de Villablanca con el estilo urbanístico que en pleno siglo XVI se desarrolla en las principales ciudades coloniales españolas en América, como por ejemplo Ciudad de México.

### Transporte y comunicaciones
La principal vía de comunicación del municipio es la  A-499 , que lo atraviesa de norte a sur. De la localidad parte la  HU-4400  hacia Lepe. 
| Identificador | Denominación                   | Origen - Destino                 | Longitud (km) |
| ------------- | ------------------------------ | -------------------------------- | ------------- |
| A-499         | De Ayamonte a Puebla de Guzmán | N-431 - A-475 (Puebla de Guzmán) | 46,82         |
| HU-4400       | Villablanca a Lepe             | Villablanca - Lepe               | 15,11         |

## Demografía
Villablanca cuenta con una población de 2979 habitantes (INE 2024).
| Gráfica de evolución demográfica de Villablanca entre 1842 y 2021                                                   |
| |
| Población de derecho según los censos de población del INE Población de hecho según los censos de población del INE |

## Economía
La economía de Villablanca gira principalmente en torno al sector agrícola, muy concretamente en torno a la producción de naranjas, fresas y otros berries. Los jornales en el campo y en las cooperativas agrícolas suponen las principales entradas de dinero en las familias del pueblo. Otros sectores, como la construcción, han jugado un papel destacado desde la década de los 90 debido a la presión inmobiliaria en la zona de costa, incluida Villablanca, a pocos kilómetros de las playas de Ayamonte, Isla Cristina y Lepe. Una parte importante de la población activa trabaja en el sector servicios de los municipios vecinos anteriormente citados. La ganadería, la apicultura y la caza menor también contribuyen al dinamismo económico del pueblo. La creación del parque eólico de Monte Gordo, entre los municipios de Villablanca y Ayamonte, ha supuesto una renta extra para las familias propietarias de las fincas donde se han instalado los aerogeneradores. En los últimos años, comienzan a despuntar el olivar y el viñedo como cultivos nuevamente rentables. Entre sus productos más conocidos se halla el pan serrano, que en parte importante de la provincia se denomina "pan de Villablanca".

### Evolución de la deuda viva municipal
| Gráfica de evolución de Deuda viva del Ayuntamiento de Villablanca entre 2008 y 2021                                |
| |
| Deuda viva del Ayuntamiento de Villablanca en miles de Euros según datos del Ministerio de Hacienda y Ad. Públicas. |

## Fiestas de Interés
En la localidad existen diferentes celebraciones, de entre las que destacan:

### Festival Internacional de Danza
Se celebra la semana del último domingo de agosto, y en él se dan cita ballets y grupos de danza de todo el mundo. Es un festival de danzas folclóricas y tradicionales de gran espectro e importancia en Andalucía, donde hay cabida para danzas y bailes de las más diversas formas, países y regiones. Todos los años, el festival abre su programa con la actuación de la "Danza de Los Palos" de Villablanca.

### Fiestas Patronales
El último domingo de agosto los villablanqueros se echan a la calle a celebrar las fiestas mayores en honor a su patrona, Nuestra Sra. María Santísima de la Blanca o Virgen de la Blanca. Tanto en la misa como en la procesión del Domingo de la Blanca, los danzaores realizan su ancestral danza, la "Danza de los Palos", llena de ritmo y colorido. Esta danza, de orígenes perdidos, está emparentada con el resto de danzas de espadas y de palos que se bailan a lo largo de una decena de pueblos de la banda gallega. Esta distribución se debe a las políticas de repoblación en la llamada "Reconquista", que promovió el poblamiento de los territorios ganados a los árabes, con gentes del Reino de León. Estos nuevos repobladores trajeron consigo su lengua, su cultura y sus danzas, hasta las últimas estribaciones de Sierra Morena, en Huelva. 
Crónicas orales sostienen que la Danza de los Palos se celebraba con espadas a fin de recibir tanto a la Virgen como a las autoridades civiles y militares del marquesado de Ayamonte, cambiándose las espadas por varas, por orden de uno de los marqueses, temeroso de sufrir algún tipo de atentado. No existe ninguna crónica escrita que feche este cambio en los útiles de la danza.

### Viernes Santo y Domingo de Bollo Pico
El Viernes Santo tiene lugar en la Parroquia de San Sebastián, la salida de la Hermandad del Santo Entierro y de Ntra. Sra. de los Dolores, que es conocida popularmente como la Hermandad de los Dolores, que fue reorganizada en 1993 y la cual se erige canónicamente el 11 de abril de 2011 siendo su Hermano Mayor y Fundador D. Dionisio Beltrán Martín. 
El Domingo de Bollo Pico es el Domingo de Resurrección. Se trata de la particular forma en que celebran esta fiesta católica los villablanqueros. Tras la procesión de la Virgen de la Alegría y el Niño Jesús, las familias del pueblo se desplazan hasta los pinares aledaños a la Ermita de La Blanca donde, antes con chozos, y ahora con casetas de romería, la comensalidad dirige la sociabilidad festiva y gozosa de todo el pueblo. El nombre de "Bollo Pico" se debe a una rosca de pan, aromatizada con especias, del mismo nombre que la festividad (el domingo toma el nombre de la rosca) y que los panaderos de Villablanca elaboran sólo ese día.

### Romería
Como otros puntos de Andalucía, en Villablanca se celebra una romería en honor a su patrona el tercer domingo de mayo, celebrándose en las cercanías de la ermita de la virgen, situada en un paraje idílico, llena de pinares y donde la naturaleza expone todos los encantos de la zona.